# Dasjoer
Dasjoer, Dahsjoer, Dashur of Dahshur is een archeologische plaats in Egypte en behoort tot de necropolis van Memphis en staat daarom ook op de Werelderfgoedlijst. Het ligt 25 km ten zuiden van Caïro en 6 km ten zuiden van Saqqara.

## Bezienswaardigheden
In Dasjoer zijn een aantal Egyptische piramiden te vinden:
- De grootste en best bewaarde zijn die uit de 4e dynastie van Egypte:
  - De Rode piramide van Snofroe. Ook wel de noordelijke piramide genoemd.
  - De Knikpiramide van Snofroe.
  - Tussen deze twee piramiden liggen nog mastaba’s.
- Piramiden uit de 12e dynastie van Egypte die in vervallen staat zijn:
  - De piramide van Amenemhat II ligt ten oosten van de Rode piramide.
  - De Piramide van Senoeseret III is de meest noordelijke piramide van Dasjoer.
  - De Piramide van Amenemhat III ligt ten oosten van de Knikpiramide.
- Piramiden uit de 13e dynastie van Egypte:
  - Piramide van Ameni-Kemaw van Ameni-Kemaw
  - Een aantal onbekende piramiden.